# Capela no Lugar de Santo André
A Capela no Lugar de Santo André, também referida como Capela de Santo André em Almofala, é uma capela existente próximo de Almofala, na atual freguesia de Almofala e Escarigo, no Município de Figueira de Castelo Rodrigo.
A Capela de Santo André é o local de culto da maior festa da aldeia de Almofala, comemorando-se também e na mesma data a festa de Santa Eufémia. 
A festa tem carácter anual e acontece num dos primeiros fins de semana do mês de Agosto. 
É um local situado sobre as arribas do rio Águeda que faz fronteira com Espanha, e faz parte do parque do Douro internacional, podendo observar-se interessantes exemplares de fauna e flora.